# Scio (New York)
Scio ist eine Town im Allegany County in New York in den Vereinigten Staaten. Das U.S. Census Bureau hat bei der Volkszählung 2020 eine Einwohnerzahl von 1.614 ermittelt.

## Geographie
Nach den Angaben des United States Census Bureaus hat die Stadt eine Fläche von 91,4 km², davon entfallen 0,09 % oder 0,1 km² auf Wasserflächen.
Die Town liegt in der südlichen Hälfte des Allegany Countys, nördlich des Village of Wellsville.
Der Genesee River durchströmt das Stadtgebiet nordwärts und die beiden Zuflüsse Knight Creek und Vandermark Creek münden hier.
New York State Route 19 ist eine Nord-Süd-Fernstraße, die durch die Stadt führt. Scio liegt ebenfalls an der Hauptstrecke der Western New York and Pennsylvania Railroad.

## Geschichte
Die Stelle wurde erstmals um 1805 durch Joseph Knight besiedelt, einem Minutemen in der Amerikanischen Unabhängigkeitsbewegung; Knights Creek, der in der Nähe von Scio in den Genesee River mündet ist nach ihm benannt. Die Stadtgründung erfolgte 1823 durch Herauslösung aus der Town Angelica. Ein Teil der Fläche führte später bei der formalen Gründung der Städte Amity (1830), Wellsville (1855) und Willing (1851) abgetrennt.

## Demographie
Zum Zeitpunkt des United States Census 2000 bewohnten 1914 Personen die Stadt. Die Bevölkerungsdichte betrug 21 Personen pro km². Es gab 894 Wohneinheiten, durchschnittlich 9,8 pro km². Die Bevölkerung Scios bestand zu 97,39 % aus Weißen, 0,26 % Schwarzen oder African American, 0,42 % Native American, 0,26 % Asian, 0,05 % Pacific Islander, 0,47 % gaben an, anderen Rassen anzugehören und 1,15 % nannten zwei oder mehr Rassen. 0,37 % der Bevölkerung erklärten, Hispanos oder Latinos jeglicher Rasse zu sein.
Die Bewohner Scios verteilten sich auf 729 Haushalte, von denen in 33,7 % Kinder unter 18 Jahren lebten. 59,7 % der Haushalte stellen Verheiratete, 7,8 % hatten einen weiblichen Haushaltsvorstand ohne Ehemann und 26,9 % bildeten keine Familien. 19,8 % der Haushalte bestanden aus Einzelpersonen und in 10,3 % aller Haushalte lebte jemand im Alter von 65 Jahren oder mehr alleine. Die durchschnittliche Haushaltsgröße betrug 2,61 und die durchschnittliche Familiengröße 2,98 Personen.
Die Stadtbevölkerung verteilte sich auf 25,9 % Minderjährige, 8,4 % 18–24-Jährige, 27,3 % 25–44-Jährige, 23,8 % 45–64-Jährige und 14,7 % im Alter von 65 Jahren oder mehr. Das Durchschnittsalter betrug 39 Jahre. Auf jeweils 100 Frauen entfielen 96,9 Männer. Bei den über 18-Jährigen entfielen auf 100 Frauen 96,5 Männer.
Das mittlere Haushaltseinkommen in Scio betrug 32.679 US-Dollar und das mittlere Familieneinkommen erreichte die Höhe von 38.250 US-Dollar. Das Durchschnittseinkommen der Männer betrug 30.242 US-Dollar, gegenüber 20.595 US-Dollar bei den Frauen. Das Pro-Kopf-Einkommen in Scio war 14.472 US-Dollar. 14,6 % der Bevölkerung und 11,5 % der Familien hatten ein Einkommen unterhalb der Armutsgrenze, davon waren 21,0 % der Minderjährigen und 8,3 % der Altersgruppe 65 Jahre und mehr betroffen.

## Nennenswerte Einwohner
Marine Corporal Jason Dunham, ein im Irakkrieg gefallener Soldat der United States Marines wurde in Scio geboren. Dunham war der zweite Empfänger der Medal of Honor in der Operation Iraqi Freedom.

## Nichtselbständige Ortsteile
Zu Scio gehören verschiedene Hamlets:
- Knight Creek liegt an der County Road 9 in der Nähe der südlichen Stadtgrenze und trägt den Namen des Wasserlaufes, an dessen Ufer die Siedlung liegt und der nach einem frühen Siedler benannt ist.
- Norton Summit befindet sich nördlich von Petrolia an der County Road 18.
- Petrolia ist ein Hamlet an der County Road 18 an der südlichen Stadtgrenze.
- Scio liegt an der Kreuzung der County Roads 9 (River Street) und 10 (Vandermark Road) und wird vom Genesee River durchflossen. Der Ortsteil liegt an der nördlichen Stadtgrenze.